# Francisco del Niño Jesús

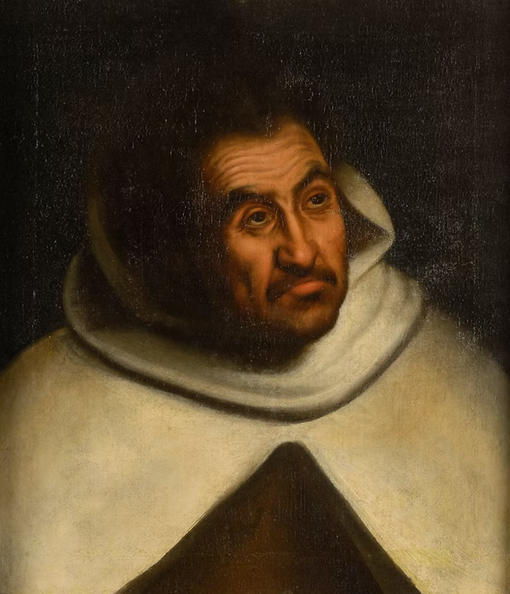
Juan Sariñena, Retrato del hermano Francisco del Niño Jesús, Valencia, Museo del Patriarca.

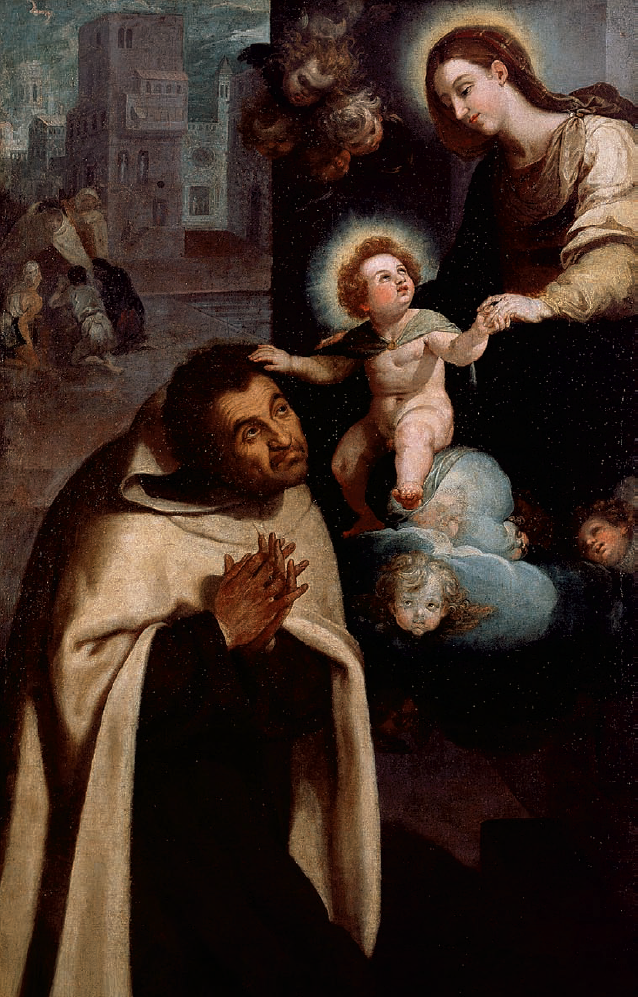
Francisco Ribalta, La Virgen presenta al niño Jesús al hermano Francisco del Niño Jesús, óleo sobre lienzo, 156 x 100 cm, Museo de Bellas Artes de Valencia.

Francisco Pascual Sánchez, que en religión adoptó el nombre de Francisco del Niño Jesús (Villapalacios, Albacete, 1547-Madrid, 26 de diciembre de 1604), fue un lego carmelita descalzo, declarado venerable por el papa Clemente XIII el 15 de enero de 1769.

## Biografía
Escribió su biografía fray José de Jesús María (Francisco Quiroga Arias), Historia de la vida y virtudes del venerable hermano Fray Francisco del Niño Jesús, de la que salió una primera edición en Uclés en 1624, con un grabado en portada de Juan Schorquens que representa al beato arrodillado ante la visión del Niño Jesús, aprobación y licencia fechadas en 1621 y tasa en 1624. La edición, al parecer, contenía pasajes añadidos por otra mano reprobados por razones doctrinales por el autor, pero se reimprimió en Segovia en 1638 y en Madrid en 1670. Una primera traducción francesa, por Mathieu de Saint-Jean, salió en París en 1626 y de nuevo en 1627 y 1632. Hubo además una edición en latín, impresa en Colonia en 1628, y traducciones al italiano, a cargo de Jerónimo de Santa Teresa (Brescia, 1629, y Génova, 1654) y al flamenco (Bruselas, 1657), además de una segunda traducción al francés a cargo del padre Cyprien de la Nativité de la Vierge  aparecida en París en 1647.
Hijo de Mateo Pascual y de María Sánchez, en su niñez, dice fray José de José María, mostró «tan corto caudal, que para ninguna cosa tenía habilidad, ni talento». Rústico y grosero en el hablar y en todo su comportamiento, tenía desesperados a sus padres, que nada podían encargarle que no acabase mal. Al morir su madre su padre se volvió a casar y como su segunda esposa no soportaba la presencia de Francisco el padre resolvió mandarle a pastorear. Con veintitrés años, un día que había quedado solo en el campo se puso a cortar leña para tener con qué calentarse a la noche cuando apareció el guardabosques. Discutieron, el guardabosques le reclamó «una prenda» y Francisco le lanzó una piedra con su honda, con que lo mató. Volvió a su casa sin mostrar ningún sentimiento, pero el padre, al tener conocimiento del suceso, temiendo la acción de la justicia, le ordenó que marchase «por esos mundos», lo que hizo, pasando por medio de los que iban a detenerlo en tropel sin que ninguno lo reconociese.
Llegó a Alcalá de Henares y quedó maravillado al ver la colegial de Santos Justo y Pastor, pues no había visto otra iglesia abovedada; libre de ocupaciones, pasaba en ella buena parte del día, manteniéndose de limosnas y cada vez más entregado a la adoración de la eucaristía. Durante algún tiempo ayudó al sacristán, hasta que este, acusándolo de beberse el vino de consagrar, lo expulsó. Llevaba algo más de tres años en Alcalá cuando se le ofreció trabajar en el Hospital de Antezana, en labores —de nuevo según fray José de Jesús María— que requerían más fuerza física, de la que estaba sobrado, que inteligencia. No tardó en destacar en el cuidado y trato a los enfermos tanto como en los ejercicios devotos y en las penitencias que se imponía. En Antezana, por su mucha devoción al Niño Jesús, tomó por costumbre convidar a un banquete el día de Navidad a los pobres de Alcalá y su comarca, con tal que presentasen cédula de haberse confesado por la pascua.
A los veintisiete años de servir en Antezana sintió la vocación religiosa y marchó a Madrid para ingresar en la Orden de los Carmelitas Descalzos, lo que solo logró tras consultas al rey Felipe II y a algunos teólogos y una vez que venció las dificultades que los propios frailes le oponían, pues juzgaban imposible que después de tantos años viviendo libre fuese capaz de sujetarse al voto de obediencia. Para el rey, además, era más valioso en el hospital que en el claustro y obtuvo del papa la dispensa del voto que había hecho de entrar en religión. Superadas cuantas resistencias se le opusieron tomó el hábito en abril de 1598.
Tras el año de noviciado, el 13 de abril de 1599 hizo la profesión en el convento de San Hermenegildo en una ceremonia presidida por el obispo de Guadix, Juan de Fonseca, y con numerosos asistentes por la fama del nuevo religioso. Hecha la profesión fue enviado a Valencia para la fundación de una casa de mujeres arrepentidas, de lo que ya tenía experiencia por haber participado en Alcalá de Henares en 1580 en la fundación  con el patrocinio del cardenal Gaspar de Quiroga del recogimiento de la Magdalena. El patriarca Juan de Ribera lo tuvo en gran estima y lo ayudó en esta misión, para la que no le faltaron las dificultades, pues para el buen cumplimiento de la misión era necesario que los superiores le liberasen de algunas de las obligaciones de la vida monástica y los jurados de la ciudad eran contrarios a facilitarle el local para la fundación. El éxito en la empresa lo atribuye fray José de Jesús María a dos hechos que considera milagrosos: la elección por insaculación de jurados favorables y la preservación de Valencia de la peste que en 1600 afectó a la comarca.
La fama de santidad llegó a ser tanta que, en palabra de fray José de Jesús María, «ya no podía salir de casa sin gran ruydo, y alboroto de toda la Ciudad; porque todos salían de sus casas, y se ivan tras él, como tras un hombre caydo del cielo, en quien las personas de todos los estados hallavan consuelo, y remedio para sus necesidades». Temeroso de los problemas que ello pudiese ocasionar, el padre general fray Francisco de la Madre de Dios resolvió sacarlo secretamente de Valencia. Camino de Madrid pasó por Alcalá de Henares donde fue preciso que el corregidor con los alguaciles le diese protección para tatar de impedir —con poco éxito— que sus devotos le cortasen trozos del hábito. De igual modo fue recibido en Madrid, donde llegó a tener gran familiaridad con los reyes y en particular con la reina Margarita, con cuyo beneplácito organizó en 1603 el que sería su último convite de Navidad a los pobres, endeudándose en seiscientos ducados para comprar las viandas y vestir a los pobres convidados con la condición que siempre les ponía de haberse confesado, deuda que acabaría pagando el rey. Como había sucedido en Valencia, estos negocios de fray Francisco, el trasiego de pobres en el convento y la fama de obrar prodigios intranquilizaban a sus superiores, que optaron por retirarle de la corte lo enviaron al convento de la orden en Pastrana, donde no fue posible mantener el secreto mucho tiempo. Como los tumultos formados por quienes acudían a verle y trataban de cortar trozos del hábito perturbaban la tranquilidad del convento, que servía de noviciado, el prior decidió enviarle al Desierto de Bolarque, eremitorio cercano,

y donde antes no se oían otras voces, sino los cantos de las aves, por el continuo silencio que allí se guarda, sin que de día ni de noche se oyga voz humana, sino para las alabanzas divinas; eran tantas las que allí se oían aquellos días, pidiendo a nuestro Hermano Fray Francisco, y tanto el desassosiego que causavan a los Religiosos solitarios, que yendo allí algunos Prelados de los que avían estado en el Capítulo, y viendo el Desierto, como profanado con sombra de devoción, se determinaron a volverle consigo al Convento de Pastrana.

Poco tiempo estuvo en Pastrana antes de retornar a Madrid, donde enfermó de cuartanas y comenzó a prepararse para la muerte, que le llegó el 26 de diciembre de 1604 de un «dolor de costado» según había anunciado. En 1605 el patriarca Juan de Ribera inició el proceso para su beatificación y en 1769 fue declarado venerable por Clemente XIII.
Se conservan algunas de sus cartas, publicadas por José de Santa Teresa en Reforma de los descalzos de N. Señora del Carmen, t. 3, Madrid, 1683, pp. 546-547, 572, y sus Coplas en honor del Niño Jesús, objeto principal de su devoción, publicadas en Barcelona en 1617.

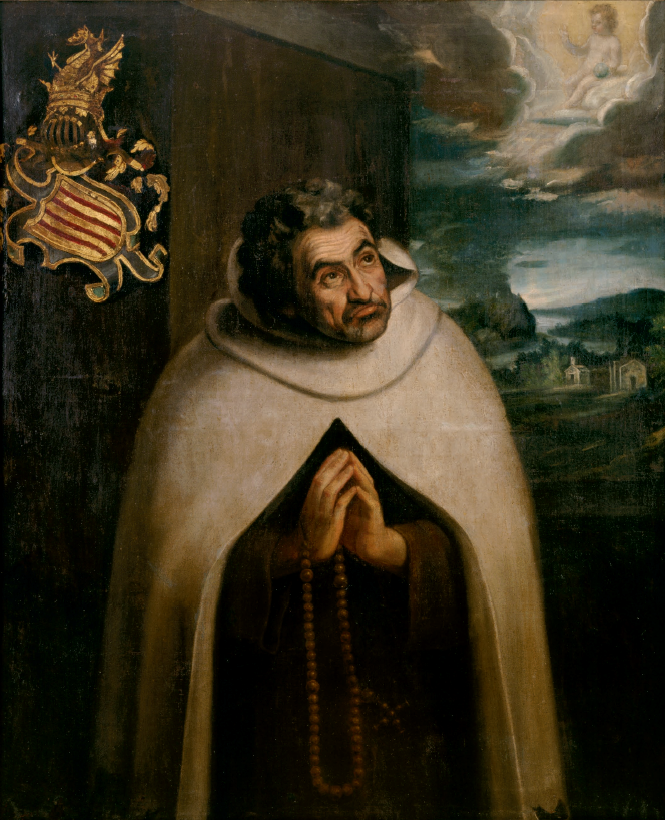
Juan Sariñena, Retrato del hermano Francisco del Niño Jesús, 1605, Ayuntamiento de Valencia.

Un primer retrato del hermano Francisco del Niño Jesús por encargo del patriarca Juan de Ribera pintó al fresco Bartolomé Matarana en 1603 en los muros de la capilla de la Antigua, en la iglesia del Real Colegio Seminario del Corpus Christi, para el que pudo servir de modelo un lienzo de solo busto conservado en el mismo colegio con atribución a Juan Sariñena, modelo a su vez para otra serie de lienzos pintados inmediatamente después de su muerte. Ya en 1605 están documentados dos cuadros iguales de Juan Sariñena, uno en el ayuntamiento de Valencia con las armas de la ciudad, encargado por los jurados que pagaron por él 20 libras, y el otro en el colegio del Corpus Christi. Solo unos meses después Francisco Ribalta recibió una pequeña cantidad por otros dos retratos del fraile, lo que presupone que se tratase de réplicas realizadas por el taller con la intención de divulgar su imagen. Otro más pintó Sariñena en 1607 para la capilla del Ángel Custodio de la iglesia del Corpus Christi, ahora en el Museo del Patriarca, con la Virgen y el Niño contemplando al hermano Francisco del Niño Jesús dando su bendición a un colegial, y aún otro, no documentado, con la Virgen y el Niño apareciéndose al hermano lego, con una escena al fondo con el fraile atendiendo a unos mendigos, atribuido a Francisco Ribalta, es propiedad del Museo de Bellas Artes de Valencia.
Ya en 1605 hizo su aparición en Valencia en pliego de cordel un romance de Rodrigo de Flores, Obra nueva del nacimiento, vida, muerte y milagros del hermano fray Francisco del Niño Jesús, religioso descalzo de nuestra señora del Carmen, al que siguió en 1606 en Madrid el pliego de Juan Sánchez de la Torre, La vida y muerte de Francisco de Alcalá, conservados en la British Library y publicados por Jacobo Llamas.
Lope de Vega le dedicó una comedia con el título El rústico del cielo, publicada en 1623, en la que dramatizaba la biografía del carmelita descalzo basándose en fuentes fidedignas, aunque no todas resulten ahora localizables. En Lope el fraile es a la vez el gracioso de la comedia y el santo protagonista, tomando para los chistes y chascarrillos hechos y dichos del propio Francisco del Niño Jesús, con la clara intención de hacer cercana al público su figura.